# De Exorcismis et Supplicationibus Quibusdam
De Exorcismis et Supplicationibus Quibusdam (em português: Dos Exorcismos e Certas Orações) é um documento de 88 páginas, da Igreja Católica, que descreve o ritual de exorcismo.
O livro contendo o ritual foi publicado em 26 de janeiro de 1999, sendo o último livro litúrgico a ser revisado após o Concílio Vaticano II de 1962–1965. A revisão anterior do documento foi em 1614.
O documento foi originalmente emitido apenas em latim, mas algumas versões em vernáculo existem, incluindo uma tradução em inglês intitulada Exorcisms and Related Supplications, que foi confirmada pelo Vaticano em dezembro de 2016.

Seguindo as tendências nas abordagens católicas aos supostos casos de possessão desde o pontificado de Leão XIII no século XIX, a nova revisão inclui um aviso para não confundir doença mental com possessão demoníaca. Também remove várias descrições de Satanás, que eram desconfortáveis com a doutrina da Igreja, e afirma que o diabo é "um espírito sem corpo, sem cor e sem odor." 